# Мати все
«Мати все» — четвертий роман української письменниці Люко Дашвар. Книга вийшла 2010 року. Авторка передмови до роману — Ольга Герасим'юк.

## Анотація
Здавалося б, професорській доньці Лідочці Вербицькій пощастило: турботлива мама, коханий чоловік, гарна квартира, грошей вдосталь, — якби не таємниця… Вона дізнається, що забите сільське дівча, куплене для сексуальних утіх її брата Платона, — не єдина маріонетка в руках їхньої матері! Підступ і брехня — ось на чому мати побудувала свою родинну ідилію! Але власного щастя Ліда зречеться сама… Мати все — і все втратити!

## Сюжет
Ліда Вербицька — професорська донька, що ділить своє життя між чоловіком, матір'ю та хворим братом.
| У кожної людини в шафі є скелети. І наскільки нам було б легше, наскільки ми були б щасливіші, якби змогли відчинити ту шафу й знищити ці скелети. Та не кожна людина на це наважиться. — Люко Дашвар про те, що вона хотіла сказати книжкою "Мати все"[3] |

## Головні герої
- Ліда Вербицька — головна героїня;
- Платон Вербицький — її брат;
- Іветта Андріївна Вербицька — мати Ліди й Платона;
- Стас Скакун — чоловік Ліди;
- Ангеліна — прислуга в будинку Вербицьких, нянька Ліди й Платона;
- Рая — «лялька», дружина Платона

## Відгуки
Ольга Герасим'юк позитивно оцінила роман, заявивши, що авторка «пише неприкриту правду про наших жінок і чоловіків». Також Ольга пише, що історія викличе у вас різні почуття та емоції, а саме «буде боляче, бридко, солодко і дуже добре».